# Segurelha-das-montanhas
A segurelha-das-montanhas, segurelha-de-inverno ou satureja-das-Montanhas (Satureja montana), é uma planta aromática semipersistente da família Lamiaceae, com cachos de flores brancas rosadas e folhas lanceoladas. Nativa da Europa Meridional, gosta de locais soalheiros. Muito utilizada em culinária e em Fitoterapia. Estimula a digestão, diminui flatulência e cólicas, trata infecções pulmunares e bronquites e o seu óleo essencial é fortemente antibacteriano. Não deve ser ingerida durante a gravidez.